# Rodgers Kwemoi
Rodgers Kwemoi Chumo (Mount Elgon District, 3 marzo 1998) è un mezzofondista keniota.

## Prima del 17 Luglio 2016
Nato in Kenya nel Mount Elgon District, fece il suo debutto internazionale nella gara U20 ai Campionati del mondo di corsa campestre 2015, dove il suo 10° posto individuale ha permesso alla squadra del Kenya di vincere la medaglia d'oro a squadre. Grazie a questo risultato ha firmato un contratto con il Asian Kogyo corporate team in Giappone.

## Tra il 18 Luglio 2016 e l'8 Agosto 2023
Nel periodo dal 2016 al 2023, Kwemoi ha partecipato a numerose competizioni e all'epoca è stato registrato in varie posizioni, compresi i posti medaglia. Tuttavia, una squalifica per doping emessa il 24 aprile 2024 ha stabilito che tutti i suoi risultati dal 18 luglio 2016 all'8 agosto 2023 "saranno squalificati con tutte le conseguenze risultanti, inclusa la perdita di qualsiasi medaglia, titolo, punto di classifica, premio e denaro per premi e apparizioni."
Tra i risultati significativi nel periodo di squalifica ci fu la medaglia d'oro sui 10.000 metri ai Campionati del mondo under 20 di atletica leggera 2016 con annesso record dei campionati, una medaglia di bronzo sui 10000 metri ai XXI Giochi del Commonwealth di Gold Coast, un 4° posto sui 10000 metri ai Campionati del mondo di atletica leggera 2019 a Doha e un 7° posto sui 10000 metri ai Giochi Olimpici di Tokyo 2021.

## Squalifica per doping
Nell'agosto 2023, Kwemoi è stato sospeso provvisoriamente dall'Athletic Integrity Unit per una violazione di una sostanza/metodo proibito. Successivamente, l'AIU lo ha sospeso per 6 anni e gli sono stati revocati i risultati ottenuti negli ultimi 7 anni, citando 18 casi di sospetto doping ematico.

## Palmarès
| Anno | Manifestazione              | Sede       | Evento         | Risultato | Prestazione | Note |
| ---- | --------------------------- | ---------- | -------------- | --------- | ----------- | ---- |
| 2015 | Mondiali di corsa campestre | Guiyang    | Corsa U20      | 10º       | 24'11"      |      |
| 2015 | Mondiali di corsa campestre | Guiyang    | A squadre      | Oro       | 19 punti    |      |
| 2016 | Mondiali under 20           | Bydgoszcz  | 10000 m piani  | 1°        | 27'25"23    |      |
| 2018 | Giochi del Commonwealth     | Gold Coast | 10000 m piani  | 3°        | 27'28"66    |      |
| 2019 | Mondiali di corsa campestre | Aarhus     | Corsa Seniores | 21º       | 33'11"      |      |
| 2019 | Mondiali                    | Doha       | 10000 m piani  | 4º        | 26'55"36    |      |
| 2021 | Giochi olimpici             | Tokyo      | 10000 m piani  | 6º        | 27'50"06    |      |
| 2022 | Mondiali                    | Eugene     | 10000 m piani  | 15º       | 27'52"26    |      |

## Campionati nazionali
2019
- Bronzo ai campionati kenioti, 10000 m piani - 27'26"92

## Altre competizioni internazionali
2016
- Oro alla Tilburg Ten Miles ( Tilburg), 10 miglia - 46'04"

2017
- Oro al Giro podistico internazionale di Castelbuono ( Castelbuono)
- Oro alla Tilburg Ten Miles ( Tilburg), 10 miglia - 45'03"

2018
- Oro alla Tilburg Ten Miles ( Tilburg), 10 miglia - 45'23"

2021
- 9º alla Mezza maratona di Valencia ( Valencia) - 59'16"

2022
- Argento alla Mezza maratona di Ras al-Khaima ( Ras al-Khaima) - 58'30"
- Oro alla Mezza maratona di Istanbul ( Istanbul) - 59'15"